# Партия демократических сил (Молдова)
Партия демократических сил (рум. Partidul Forţelor Democratice) — политическая партия в Республике Молдова, существовавшая в 1993—2002 гг. С 18 июня 1993 по 25 июня 1994 года партия носила название Съезд интеллектуалов Республики Молдова. С 25 июня 1994 по 15 октября 1995 года партия носила название Демократический объединённый съезд. 1 декабря 2002 года Партия демократических сил слилась с Социал-либеральной партией, Валериу Матей стал вице-председателем СЛП.

## Результаты на выборах
- На парламентских выборах 1994 года Съезд интеллектуалов Республики Молдова участвовал в составе избирательного блока «Блок крестьян и интеллигенции». Блок набрал 9,21% голосов и 11 мандатов.
- На всеобщих местных выборах 1995 года Демократический объединённый съезд участвовал в составе избирательного блока «Альянс демократических сил». Блок набрал следующие результаты:
  - 252 мандата советников в районные и муниципальные советы (19,97%);
  - 2333 мандата советников в городские советы (22,02%);
  - 83 кандидата стали примарами (10,43%).
- На парламентских выборах 1998 года Партия демократических сил набрала 8,84 % голосов и 11 мандатов.
- На всеобщих местных выборах 1999 года Партия демократических сил набрала следующие результаты:
  - 24 мандата советников в уездные советы и муниципальный совет Кишинёва (7,69%);
  - 505 мандатов советников в муниципальные, городские и сельские/коммунальные советы (8,27%);
  - 51 кандидат стали примарами (8,11%).
- На парламентских выборах 2001 года Партия демократических сил набрала 1,22 % голосов и не преодолела избирательный барьер в 6%.